# Catharine Cox Miles
Catharine Morris Cox Miles, née le 20 mai 1890 à San José (Californie) et morte le 11 octobre 1984 à Sandy Spring (Maryland) est une psychologue américaine connue pour ses travaux sur l'intelligence humaine.
Elle a été professeur de psychologie clinique à l'École de médecine de Yale et affiliée à l'Institut des relations humaines de cette université. Auparavant, elle a travaillé à l'université Stanford avec Lewis Terman, créateur de l'échelle d’intelligence Stanford–Binet sur des questions liées au quotiens intellectuel. Elle est également connue pour son étude publiée en 1926 où elle a tenté d'estimer les QI de trois cents personnalités, un travail qui a été l'une des premières tentatives pour appliquer des méthodes scientifiques à l'étude du génie et de la mesure.

## Biographie
Elle fait ses études à l'université Stanford, où elle obtient une licence en 1911 et un master en langue allemande et de littérature en 1913
Après son diplôme, elle passe une année en Allemagne, à l'université d'Iéna et l'université Humboldt de Berlin. Elle rentre à San José, où elle enseigne l'éducation physique et l'allemand dans un collège. Après la Première Guerre mondiale, elle retourne en Allemagne et participe à l'American Friends Service Committee, le service d'aide social quaker. En 1920, elle est responsable du secteur de l'American Relief Administration pour le nord-est de l'Allemagne.
À son retour aux États-Unis, elle poursuit ses études à l'université de Stanford et prépare un doctorat en psychologie, sous la direction de Lewis Terman. Elle commence son étude sur les génies. Pour son projet de thèse, elle analyse les œuvres de 301 génies. En utilisant des sources biographiques, elle attribue des scores de QI en se basant sur l'Échelle d'intelligence Stanford-Binet. Cox obtient son doctorat en 1925, en soutenant une thèse intitulée Early Mental Traits of 300 Geniuses, publiée en 1926.
Après ses études, elle travaille en tant que psychologue durant une année à la clinique psychiatrique de l'hôpital général de Cincinnati, ainsi qu'à l'hôpital pour enfants et au centre de diagnostic des anciens combattants. Elle retourne ensuite à l'université Stanford pour travailler avec Lewis Terman. En 1932, elle est nommée professeure de psychologie clinique dans le département psychologie et de psychiatrie de l'université Yale, où elle travaille jusqu'à sa retraite en 1953. En 1927, elle épouse le psychologue américain Walter Richard Miles.

## Recherches
Elle est connue pour son étude publiée en 1926 où elle a tenté de déterminer les QI de trois cents personnalités, un travail qui a été l'une des premières tentatives pour appliquer des méthodes scientifiques à l'étude du génie et de la mesure.

## Publications
- Genetic Studies of Genius: The Early Mental Traits of Three Hundred Geniuses, vol. 2, 1926, Stanford, CA, Stanford University Press.
- Sex Difference in the Association of Ideas, 1929[4]
- The Otis S-A as a Fifteen Minute Intelligence Test, 1931[5]
- The Correlation of Intelligence Scores and Chronological Age from Early to Late Maturity, 1932[6]
- Sex in Social Psychology, 1935[7]
- Childhood Physical and Mental Health Records of Historical Geniuses, 1936[8]
- Childhood Physical and Mental Health Records of Historical Geniuses, 1936[9]
- Un dossier sur Charlotte Brontë in W. W. Dennis & M. Dennis (dir.), The intellectually Gifted, New York: Grune & Stratton. [1926], 1976, p. 47-50.
- Excerpts from the early writings of geniuses selected and arranged by Lewis M. Terman in W. W. Dennis & M. Dennis (dir.), The intellectually gifted, New York : Grune & Stratton. [1926], 1976, p. 25-45.
- The early mental traits of three hundred geniuses in R. S. Albert (dir.), Genius and eminence. Oxford: Pergamon [1926], 1983, p. 46-51.
- « The Rôle of Individual Psychological Difference in Social Psychology », Social Forces, vol. 15,‎ 1937, p. 469–472 (DOI 10.2307/2571410, lire en ligne)